# Campionati europei di canoa/kayak sprint 2017
I Campionati europei di canoa/kayak sprint 2017 sono stati la 29ª edizione della manifestazione. Si sono svolti a Plovdiv, in Bulgaria, dal 14 al 16 luglio 2017.

## Medagliere
| Pos.   | Paese         | Oro | Argento | Bronzo | Totale |
| ------ | ------------- | --- | ------- | ------ | ------ |
| 1      | Ungheria      | 10  | 2       | 3      | 15     |
| 2      | Germania      | 6   | 1       | 3      | 10     |
| 3      | Russia        | 3   | 3       | 4      | 10     |
| 4      | Rep. Ceca     | 2   | 1       | 0      | 3      |
| 5      | Polonia       | 1   | 4       | 4      | 9      |
| 6      | Portogallo    | 1   | 2       | 0      | 3      |
| 7      | Spagna        | 1   | 1       | 2      | 4      |
| 8      | Ucraina       | 1   | 0       | 3      | 4      |
| 9      | Gran Bretagna | 1   | 0       | 1      | 2      |
| 10     | Lituania      | 1   | 0       | 0      | 1      |
| 11     | Bielorussia   | 0   | 4       | 2      | 6      |
| 12     | Serbia        | 0   | 3       | 0      | 3      |
| 13     | Danimarca     | 0   | 2       | 0      | 2      |
| 14     | Slovenia      | 0   | 1       | 1      | 2      |
| 14     | Slovacchia    | 0   | 1       | 1      | 2      |
| 16     | Moldavia      | 0   | 1       | 0      | 2      |
| 16     | Romania       | 0   | 1       | 0      | 1      |
| 18     | Georgia       | 0   | 0       | 1      | 1      |
| 18     | Italia        | 0   | 0       | 1      | 1      |
| 18     | Norvegia      | 0   | 0       | 1      | 1      |
| 18     | Francia       | 0   | 0       | 1      | 1      |
| Totale | Totale        | 27  | 27      | 29     | 83     |

## Podi

### Uomini
| Evento    | Oro                                                                    | Tempo     | Argento                                                                   | Tempo         | Bronzo                                                                          | Tempo     |
| Canoa     |                                                                        |           |                                                                           |               |                                                                                 |           |
| C1 200 m  | Henrikas Žustautas                                                     | 38"112    | Alexey Korovashkov                                                        | 38"157        | Zaza Nadiradze                                                                  | 38"342    |
| C1 500 m  | Martin Fuksa                                                           | 1'44"884  | Oleg Tarnovschi                                                           | 1'46"792      | Tomasz Kaczor                                                                   | 1'47"148  |
| C1 1000 m | Sebastian Brendel                                                      | 3'51"671  | Martin Fuksa                                                              | 3'53"667      | Kiril Shamshurin                                                                | 3'55"171  |
| C1 5000 m | Sebastian Brendel                                                      | 21'45"710 | David Varga                                                               | 21'49"320     | Mateusz Kamiński                                                                | 22'16"990 |
| C2 200 m  | Russia Aleksandr Kovalenko Ivan Štyl'                                  | 35"627    | Bielorussia Andrei Bahdanovich Dzianis Makhlat                            | 36"137        | Ungheria Jonatán Hajdu Ádám Fekete                                              | 36"330    |
| C2 500 m  | Russia Viktor Melantyev Ivan Štyl'                                     | 1'36"264  | Romania Leonid Carp Victor Mihalachi                                      | 1'37"368      | Ucraina Dmytro Ianchuk Taras Mishchuk                                           | 1'38"956  |
| C2 1000 m | Germania Yul Oeltze Peter Kretschmer                                   | 3'36"232  | Russia Viktor Melantyev Vladislav Chebotar                                | 3'37"300      | Italia Nicolae Craciun Sergiu Craciun                                           | 3'38"312  |
| C4 1000 m | Polonia Wiktor Glazunov Piotr Kuleta Tomasz Baraniak Marcin Grzybowski | 3'20"536  | Germania Conrad Scheibner Sebastian Brendel Stefan Kiraj Jan Vandrey      | 3'21"848      | Russia Kirill Shamshurin Ilia Shtokalov Rasul Ishmukhamedov Ilya Pervukhin      | 3'21"904  |
| Kayak     |                                                                        |           |                                                                           |               |                                                                                 |           |
| K1 200 m  | Liam Heath                                                             | 33"380    | Marko Dragosavljević Bence Horváth                                        | 33"947 33"455 | Carlos Garrote Maxime Beaumont                                                  | 34"057    |
| K1 500 m  | Jakub Zavrel                                                           | 1'35"156  | Mikita Borykau                                                            | 1'35"252      | Bálint Kopasz                                                                   | 1'35"432  |
| K1 1000 m | Fernando Pimenta                                                       | 3'29"032  | René Holten Poulsen                                                       | 3'30"112      | Bálint Kopasz                                                                   | 3'30"336  |
| K1 5000 m | Max Hoff                                                               | 19'21"220 | Fernando Pimenta                                                          | 19'22"640     | Eivind Vold                                                                     | 19'29"540 |
| K2 200 m  | Ungheria Márk Balaska Balázs Birkás                                    | 30"740    | Russia Kirill Lyapunov Aleksandr D'jačenko                                | 31"200        | Germania Ronald Rauhe Max Lemke                                                 | 31"365    |
| K2 500 m  | Ungheria Bence Nádas Sándor Tótka                                      | 1'26"500  | Serbia Dejan Pajić Ervin Holpert                                          | 1'27"616      | Ucraina Ivan Semykin Igor Trunov                                                | 1'28"004  |
| K2 1000 m | Germania Max Hoff Marcus Groß                                          | 3'12"724  | Serbia Marko Tomićević Milenko Zorić                                      | 3'13"780      | Spagna Francisco Cubelos Íñigo Peña                                             | 3'14"056  |
| K4 500 m  | Ungheria Bence Nádas Péter Molnár Sándor Tótka Milán Mozgi             | 1'18"556  | Slovacchia Denis Myšák Juraj Tarr Tibor Linka Erik Vlček                  | 1'18"640      | Bielorussia Raman Piatrushenka Mikita Borykau Dzmitry Tratsiakou Vitaliy Bialko | 1'19"112  |
| K4 1000 m | Spagna Francisco Cubelos Javier Cabañín Marcus Walz Íñigo Peña         | 2'54"374  | Polonia Martin Brzeziński Rafał Rosolski Bartosz Stabno Norbert Kuczyński | 2'54"658      | Slovacchia Denis Myšák Juraj Tarr Tibor Linka Erik Vlček                        | 2'54"666  |

### Donne
| Evento    | Oro                                                          | Tempo     | Argento                                                                             | Tempo     | Bronzo                                                                   | Tempo     |
| Canoa     |                                                              |           |                                                                                     |           |                                                                          |           |
| C1 200 m  | Olesia Romasenko                                             | 45"804    | Kincső Takács                                                                       | 46"416    | Alena Nazdrova                                                           | 47"080    |
| C2 500 m  | Ungheria Virág Balla Kincsö Takács                           | 2'00"224  | Bielorussia Alena Nazdrova Kamila Bobr                                              | 2'01"364  | Russia Irina Andreeva Olesja Romasenko                                   | 2'03"928  |
| Kayak     |                                                              |           |                                                                                     |           |                                                                          |           |
| K1 200 m  | Dóra Lucz                                                    | 39"317    | Emma Jørgensen                                                                      | 39"357    | Špela Ponomarenko                                                        | 39"697    |
| K1 500 m  | Tamara Takács                                                | 1'47"264  | Volha Khudzenka                                                                     | 1'47"844  | Elena Anyshina                                                           | 1'47"908  |
| K1 1000 m | Dóra Bodonyi                                                 | 3'57"984  | Beata Mikołajczyk                                                                   | 3'59"744  | Rachel Cawthorn                                                          | 4'00"264  |
| K1 5000 m | Dóra Bodonyi                                                 | 21'40"570 | Eva Barrios                                                                         | 21'41"110 | Tabea Medert                                                             | 21'41"230 |
| K2 200 m  | Ucraina Mariia Kichasova Anastasiya Horlova                  | 36"527    | Portogallo Joana Vasconcelos Francisca Laia                                         | 36"777    | Polonia Dominika Włodarczyk Katarzyna Kołodziejczyk                      | 37"117    |
| K2 500 m  | Germania Franziska Weber Tina Dietze                         | 1'38"604  | Slovenia Špela Ponomarenko Anja Osterman                                            | 1'38"996  | Polonia Beata Mikołajczyk Anna Puławska                                  | 1'40"632  |
| K2 1000 m | Ungheria Réka Hagymási Ramóna Farkasdi                       | 3'43"048  | Polonia Karolina Markiewicz Julia Lis                                               | 3'44"888  | Germania Tabea Medert Melanie Gebhardt                                   | 3'45"652  |
| K4 500 m  | Ungheria Dóra Lucz Tamara Takács Erika Medveczky Ninetta Vad | 1'30"724  | Polonia Dominika Włodarczyk Beata Mikołajczyk Anna Puławska Katarzyna Kołodziejczyk | 1'31"596  | Ucraina Mariia Kichasova Anastasiia Todorova Mariya Povkh Inna Hryshchun | 1'31"624  |